# 隆派恩 (加利福尼亞州)
隆派恩（英語：Lone Pine）是位於美國加利福尼亞州因約縣的一個人口普查指定地區。

## 地理
隆派恩的座標為36°36′22″N 118°03′46″W / 36.60611°N 118.06278°W，而該地最高點為海拔高度1136米（即3727英尺）。

## 人口
根據2010年美國人口普查的數據，隆派恩的面積為49.766平方千米，當中陸地面積為49.298平方千米，而水域面積為0.468平方千米。當地共有人口2035人，而人口密度為每平方千米40人。